# Choi Bo-gun
Choi Bo-gun (kor. 최보군; ur. 28 sierpnia 1991) – południowokoreański snowboardzista.

## Kariera
Po raz pierwszy na arenie międzynarodowej pojawił się 9 marca 2007 roku w Gujō, gdzie w mistrzostwach Japonii zajął 25. miejsce w gigancie równoległym. W 2008 roku wystąpił na mistrzostwach świata juniorów w Valmalenco, zajmując 22. miejsce w gigancie i 39. miejsce w slalomie równoległym. Jeszcze trzykrotnie startował w zawodach tego cyklu, najlepsze wyniki osiągając podczas mistrzostw świata juniorów w tej samej miejscowości w 2011 roku, gdzie był szósty w slalomie i dziewiąty w gigancie równoległym.
W zawodach Pucharu Świata zadebiutował 13 marca 2010 roku w Chiesa in Valmalenco, zajmując 36. miejsce w gigancie równoległym. Na podium zawodów tego cyklu po raz pierwszy stanął 5 marca 2017 roku w Kayseri, kończąc rywalizację w tej samej konkurencji na trzeciej pozycji. W zawodach tych wyprzedzili go jedynie Austriak Andreas Prommegger i inny reprezentant Korei Południowej, Lee Sang-ho. Najlepsze wyniki osiągnął w sezonie 2016/2017, kiedy to zajął 26. miejsce w klasyfikacji PAR.
W 2017 roku zajął siedemnaste miejsce w gigancie i osiemnaste w slalomie równoległym podczas mistrzostw świata w Sierra Nevada. Startował także na czterech wcześniejszych mistrzostwach świata, jednak plasował się poza czołową dwudziestką.

## Osiągnięcia

### Mistrzostwa świata
| Miejsce | Dzień       | Rok  | Miejscowość   | Konkurencja       | Zwycięzca          |
| ------- | ----------- | ---- | ------------- | ----------------- | ------------------ |
| 40.     | 20 stycznia | 2009 | Gangwon       | Gigant równoległy | Jasey-Jay Anderson |
| 46.     | 21 stycznia | 2009 | Gangwon       | Slalom równoległy | Benjamin Karl      |
| 34.     | 19 stycznia | 2011 | La Molina     | Gigant równoległy | Benjamin Karl      |
| 27.     | 22 stycznia | 2011 | La Molina     | Slalom równoległy | Benjamin Karl      |
| 51.     | 25 stycznia | 2013 | Stoneham      | Gigant równoległy | Benjamin Karl      |
| 36.     | 27 stycznia | 2013 | Stoneham      | Slalom równoległy | Rok Marguč         |
| 30.     | 22 stycznia | 2015 | Kreischberg   | Slalom równoległy | Roland Fischnaller |
| 23.     | 23 stycznia | 2015 | Kreischberg   | Gigant równoległy | Andriej Sobolew    |
| 18.     | 15 marca    | 2017 | Sierra Nevada | Slalom równoległy | Andreas Prommegger |
| 17.     | 16 marca    | 2017 | Sierra Nevada | Gigant równoległy | Andreas Prommegger |
| 39.     | 4 lutego    | 2019 | Park City     | Gigant równoległy | Dmitrij Łoginow    |
| 24.     | 5 lutego    | 2019 | Park City     | Slalom równoległy | Dmitrij Łoginow    |
| 35.     | 1 marca     | 2021 | Rogla         | Gigant równoległy | Dmitrij Łoginow    |
| 24.     | 2 marca     | 2021 | Rogla         | Slalom równoległy | Benjamin Karl      |

### Puchar Świata

#### Miejsca w klasyfikacji generalnej PAR
- sezon 2009/2010: 78.
- sezon 2010/2011: 58.
- sezon 2011/2012: 58.
- sezon 2012/2013: 76.
- sezon 2015/2016: 45.
- sezon 2016/2017: 26.

#### Miejsca na podium w zawodach
1. Kayseri – 5 marca 2017 (gigant równoległy) - 3. miejsce